# Anaklet II
Anaklet II, właśc. Pietro Pierleoni OSB (zm. 25 stycznia 1138) – włoski duchowny katolicki, benedyktyn, antypapież w okresie od 14 lutego 1130 do 25 stycznia 1138.

## Życiorys
Wywodził z rodziny żydowskich bankierów Pierleoni, która wspomagała finansowo dwór Kaliksta II. Jego przodek imieniem Leo przyjął chrzest za rządów Grzegorza VII. Pomimo to w późniejszych latach już za pontyfikatu antypapież Anaklet II był przez swoich wrogów nazywany Judaeo pontifex.
Pietro Pierleoni został duchownym w młodym wieku. Wstąpił do zakonu benedyktynów i mieszkał w Cluny. Należał do gregorianów, najbardziej lojalnych uczniów nauk Hildebranda i propagatorów jego reformy Kościoła. W 1113 roku został kardynałem diakonem z kościołem tytularnym św. Kosmy i Damiana. 12 czerwca 1120 Kalikst II promował go do rangi kardynała prezbitera z kościołem tytularnym Najświętszej Maryi Panny na Zatybrzu. Jako kardynał służył w dyplomacji papieskiej i był legatem we Francji i Anglii w 1121-1122 i ponownie we Francji 1123-1125.
W nocy 14 lutego 1130 r., zaraz po śmierci Honoriusza II, kilku młodych kardynałów, stanowiących jednak większość komisji elektorów, zebrało się potajemnie w klasztorze świętych Grzegorza i Andrzeja (SS. Andrea e Gregorio in clivo scauri) i wybrało ze swojego grona papieżem Innocentego II. Postawieni przed faktem dokonanym pozostali elektorzy w większości nie uznali tej nominacji i tego samego dnia odmówili akceptacji dla papieża podczas ingresu w bazylice św. Jana na Lateranie. Zebrali się w swoim gronie w kościele św. Marka i ogłosili papieżem Anakleta II. Podwójny wybór spowodował w Kościele katolickim schizmę.
Anaklet II został konsekrowany na biskupa 23 lutego 1130 r. w bazylice św. Piotra na Watykanie. Szybko zdobył uznanie wśród Rzymian. Jako zręczny polityk przeciągnął na swoją stronę normandzkiego władcę Sycylii Rogera II, którego koronował na króla. Opowiedziały się za nim: Akwitania, Szkocja, północne Włochy i Polska. Początkowo poparł go również król niemiecki Lotar III. W tym samym czasie Innocenty II uciekł do Francji, gdzie zdobył przychylność Ludwika VI. Przede wszystkim jednak przekonał do siebie Bernarda z Clairvaux, który na synodzie w Étampes potępił schizmę Anakleta i stwierdził w jednym ze swoich listów, że: wybór potomka żydowskiego na stolicę Piotrową jest obrazą Chrystusa. Autorytet cysterskiego opata i jego charyzma wpłynęły na duchowieństwo Anglii i Hiszpanii, które opowiedziały się za Innocentym II. W krótkim czasie również Lotar III za namową arcybiskupa Magdeburga, Norberta zmienił front. Król, chcąc zdobyć koronę cesarską, w 1133 ruszył wraz z Innocentym II na Rzym.
Nie zdobył jednak Zatybrza i Miasta Leonowego, gdzie Anaklet II wspierany przez normandzkie oddziały utrzymał pozycję. Gdy cesarz opuścił miasto, antypapież wyparł Innocentego II przy pomocy Rogera II. We Włoszech wybuchła wojna, której głównymi graczami stali się Lotar III i Roger II. Mimo starań Innocentego II, który zwołał synod w Pizie, aby zakończyć schizmę, doszło podczas niego tylko do zaognienia waśni. W konsekwencji Anaklet II został ekskomunikowany przez Innocentego II. Nawet śmierć Anakleta II nie zakończyła od razu schizmy, gdyż doczekał się on następcy w osobie antypapieża Wiktora IV. Ten jednak po kilku miesiącach podporządkował się Innocentemu II.

## Anaklet II w literaturze
Historia Anakleta II i jego rodziny została ukazana w książce Papież z getta autorstwa niemieckiej pisarki Gertrud von Le Fort.